# Frédéric François (Linguist)
Frédéric François (* 7. März 1935 in Paris; † 24. Februar 2020 ebenda) war ein französischer Linguist.

## Leben und Werk
Frédéric François bestand die Agrégation im Fach Philosophie und lehrte ab 1970 Linguistik an der Universität Paris V. Er forschte besonders im Bereich der Psycholinguistik und der Kindersprache.

## Werke
- Notions de psycholinguistique appliquées à l'étude du français langue étrangère. Paris 1966.
- (mit Emmanuel Companys) Tests de langue. Paris 1969.
- L'enseignement et la diversite des grammaires. Hachette, Paris 1974.
- (mit anderen) Syntaxe de l'enfant avant 5 ans. Larousse, Paris 1977.
- Éléments de linguistique appliqués à l'étude du langage de l'enfant. Paris 1978.
- (Hrsg.) Linguistique. PUF, Paris 1980.
- (mit anderen) J'cause français, non ? Maspero, Paris 1983.
- (mit anderen) Conduites linguistiques chez le jeune enfant. PUF, Paris 1984.
- (Hrsg.) Le Texte parlé. Cohérence et interprétation du texte. In: Cahiers de l’ Institut de linguistique de Louvain 12,1–2. 1986.
- (mit anderen) La communication inégale. Heurs et malheurs de l'interaction verbale. Lausanne 1990.
- Le discours et ses entours. Essai sur l'interprétation. L’Harmattan, Paris 1992, 1998.
- Morale et mise en mots. L’Harmattan, Paris 1995.
- (mit anderen) Langage, éthique, éducation. Perspectives croisées. Université de Rouen, Mont-Saint-Aignan 1997.
- Enfants et récits. Mises en mots et "reste". Hrsg. Régine Delamotte-Legrand. Presses universitaires du Septentrion, Villeneuve d’Ascq 2004.
- Interprétation et dialogue chez des enfants et quelques autres. Recueil d'articles 1988–1995. Lyon 2005.
- Rêves, récits de rêves et autres textes. Un essai sur la lecture comme expérience indirecte. Limoges 2006.
- Essais sur quelques figures de l'orientation. Hétérogénéités, mouvements et styles. Limoges 2010.
- Bakhtine tout nu, ou, Une lecture de Bakhtine en dialogue avec Vološinov, Medvedev et Vygotski, ou encore, Dialogisme, les malheurs d'un concept quand il devient trop gros, mais dialogisme quand même. Limoges 2012.
- Communautés et divergences dans l'interprétation des récits. Introduction langagière à un projet de psychologie concrète. Cinq exposés présentés dans le cadre du séminaire de psychologie du travail, Paris, CNAM, 2012–2013. Limoges 2014.
- Régimes d'expérience et régimes de langage. Quelques remarques et notes de lecture. Limoges 2016.
- Récits et commentaires, tours et détours. Limoges 2017.
- Autour des "Cahiers de prison" d'Antonio Gramsci. Limoges 2018.